# Manuel Guedes
Manuel Guedes (Sé, Lisboa, 14 de Dezembro de 1909 — Lisboa, Março de 1983), nome de clandestinidade Santos, foi um marinheiro da Marinha Portuguesa e político comunista revolucionário antifascista português, dirigente e histórico construtor do Partido Comunista Português, preso político durante 20 anos pelo regime do Estado Novo em Portugal e pelo regime Franquista em Espanha.

## Biografia

### Infância
Aos oito anos de idade fica órfão de ambos os progenitores. É entregue ao Asilo Maria Pia em Xabregas, atual Casa Pia, onde permanecerá até ter 17 anos, idade com que se alista como voluntário na Marinha Portuguesa, à época chamada de Armada.

### Convulsão política
Chegado à Armada Portuguesa pouco após o golpe de estado de 28 de Maio de 1926 que impôs a Portugal o regime do Estado Novo, Manuel Guedes presencia em primeira mão a instalação do modelo fascista neste ramo das forças armadas, e as consequentes revoltas e perseguições aos dissidentes ocorridas naquele ano. Neste contexto, cria amizade com os marinheiros antifascistas e republicanos. Junta-se pouco depois às Juventudes Comunistas.

### Adesão ao Partido Comunista Português
Adere ao Partido Comunista Português em Agosto de 1931. Entrega-se com muita dedicação à difusão de ideias e propaganda comunista dentro da Marinha, tornando-se um dos militantes centrais na criação do organismo do PCP conhecido como Organização Revolucionária da Armada, que anos mais tarde levará a cabo a Revolta dos Marinheiros de 1936. É um dos redactores do jornal ilegal desta organização, O Marinheiro Vermelho, que tinha uma tiragem média de 1000 exemplares, tendo números excepcionais alcançado as 1500 cópias, numa época em que os membros efetivos da Armada rondariam os 5000 homens.

### Primeira prisão
Descoberta pelas autoridades a tipografia do jornal em Julho de 1933, Manuel Guedes é apanhado em flagrante. Detido, será levado a julgamento no Tribunal Militar Especial, que o condena a 18 meses de prisão por delito político. 
Cumpre a pena e é libertado em Janeiro de 1935. Expulso da Armada, retoma a actividade política ilegal junto do PCP. É em 1935 escolhido para integrar a Comissão Central de Organização comunista coordenada pelo então Secretário Geral do PCP, Bento Gonçalves.

### Segunda prisão
Poucos meses depois, em Abril, volta a ser capturado pela polícia política numa reunião ilegal da Organização Revolucionária da Armada. Em Maio, quando era levado para o Tribunal para a derradeira sessão do seu julgamento, consegue fugir à polícia. 
Sendo avaliada como demasiado perigosa a sua permanência em Portugal, o PCP encarrega Manuel Guedes de uma missão em Espanha no contexto da Guerra Civil Espanhola.

### Preso pelo Regime Franquista
A passagem clandestina da fronteira entre Portugal e Espanha de Manuel Guedes e Joaquim Pires Jorge que o acompanhava, não corre como planeada. Em Valência de Alcântara os documentos dos dois militantes clandestinos não são aceites e ambos são detidos por ausência de documentação e posse de arma. Serão transferidos para a prisão em Cáceres onde assistem à conquista militar da cidade pelo exército fascista afecto a Francisco Franco. Quando estes ocupam a prisão, Manuel Guedes e Joaquim Pires Jorge são levados para serem fuzilados, tendo finalmente sido julgados e condenados a 28 meses de prisão.
Manuel Guedes ficará assim preso por mais de dois anos em Cáceres, sendo sujeito a enormes austeridades e testemunhando os crimes cometidos pelos franquistas. Quando a pena de prisão a que fora condenado é cumprida, Manuel Guedes é deportado para Portugal, onde é entregue à Polícia de Vigilância e Defesa do Estado a 14 de Novembro de 1938. Em Portugal, é mantido encarcerado pelo regime do Estado Novo até Julho de 1940. 

### Vida na Clandestinidade
Encontrando-se em liberdade pela primeira vez depois de 7 anos de prisão intermitente, Manuel Guedes decide uma vez mais juntar-se ao trabalho político ilegal comunista de forma clandestina. Sob o pseudónimo "Santos", torna-se um dos principais agentes da reorganização do PCP dos anos de 1940 e 1941, momento em que é escolhido com Júlio Fogaça e Militão Ribeiro para formar o Primeiro Secretariado de Reorganização do PCP. A este seguiu-se a integração, com José Gregório e Álvaro Cunhal, como membro do Segundo Secretariado de Reorganização que levará a cabo a chamada "Política de Transição". Era, por inerência, membro do Comité Central do Partido Comunista Português, cargo ao qual será reconduzido no III Congresso do PCP em 1943, no qual intervém.
Em 1946, no IV Congresso do PCP, Manuel Guedes é reeleito para membro do Comité Central e do Secretariado, responsabilidade que manterá até 1951, aquando da sua nova prisão política, momento em que era o militante comunista que mais tempo permanecera continuamente nos órgãos de direção deste partido. Durante 10 anos, Manuel Guedes foi um dos co-responsáveis pela construção de condições favoráveis, promoção e organização das greves de 1941 na Covilhã, e em todo o país em 1942, 1943 e 1944, assim como do trabalho da oposição comunista para as eleições legislativas portuguesas de 1945 e de 1949.

### Quarta prisão
Em Maio de 1952 Manuel Guedes é mais uma vez preso por motivos políticos pela Polícia Internacional e de Defesa do Estado. É condenado em julgamento a quatro anos de prisão. Contudo, o regime do Estado Novo irá manter Manuel Guedes preso nos 13 anos seguintes. Será libertado apenas em Março de 1965. 
Nas prisões de Caxias e do Forte de Peniche será membro do Organismo de Direção Prisional Comunista, criada pelos prisioneiros comunistas e que se dedicava clandestinamente à formação política dos prisioneiros, à resistência aos maus tratos e ao combate ao desrespeito pelos direitos dos presos.

### Após a Revolução dos Cravos
Após a Revolução dos Cravos, derrubado o regime fascista português, Manuel Guedes será reintegrado na Marinha. Trabalhará como revisor tipográfico. Será militante do Partido Comunista Português até ao seu falecimento em 1983. Deixará ao PCP o seu património, com destaque para a Calçada do Teixeira na freguesia do Beato em Lisboa. 

## Autor
Manuel Guedes é o autor do livro Memórias de um preso político português na cadeia de Cáceres durante a guerra civil de Espanha.

## Ligações Externas
- Homenagem do PCP a Manuel Guedes no centenário do seu nascimento